# II. Eystein norvég király

II. Eystein Haraldsson (1125 k. – 1157. augusztus 21.) norvég király 1142-től haláláig.
IV. Harald törvénytelen fiaként született. Írországban és Skóciában nevelkedett és 1142-ben, már édesapja halála után ment csak Norvégiába, hogy elismertesse magát királynak. Miután megosztozott féltestvéreivel, hosszú éveken át együtt uralkodott velük. A Heimskringla és az Orkneyinga-saga elbeszélése szerint az 1150-es évek elején részt vett egy Skócia és Anglia elleni hadjáratban, de az Orkney-szigetek jarlja, Harald Maddadsson elfogatta Caithnessban és csak jelentős váltságdíj fejében bocsátotta szabadon. Az évtized középére megromlott a viszonya fivérével, Ingével. II. Sigurd meggyilkolása után Eystein sereget gyűjtött, de Inge legyőzte és Eysteinnek menekülnie kellett. De nem sokkal később – valószínűleg Inge parancsára – meggyilkolták.

## Gyermeke
- Eystein felesége, Ragna[1] egy fiút szült férjének:
  - Eystein Meyla[1] (? – 1177 januárja), trónkövetelőként lépett fel
- Eysteinnek született egy törvénytelen gyermeke is:
  - Thorleif[2] (? – 1191)